# Mean
"Mean" é uma canção do terceiro álbum de estúdio da cantora estadunidense Taylor Swift, intitulado Speak Now. Foi lançada como single promocional do álbum em 17 de outubro de 2010 e, mais tarde, como seu terceiro single oficial, pela Big Machine Records. "Mean" contém elementos pesados de violinos e banjos, e foi considerada a faixa mais "country" do álbum, tendo sido composta pela própria Swift e produzida por Nathan Chapman. De acordo com a cantora, sua letra foi feita para "se vingar" de seus críticos, que duvidam da qualidade de suas canções, assim como de sua habilidade para cantar.
A canção recebeu, em geral, uma avaliação positiva dos críticos, que elogiaram sua letra e o country profundo. "Mean" obteve sucesso nas paradas dos Estados Unidos e do Canadá, alcançando o número onze da Billboard Hot 100 e o número dez da Canadian Hot 100. Também venceu as duas indicações que concorria na 54° edição do Grammy Awards.

## Composição
"Mean" tem três minutos e cinquenta e nove segundos. É definida no compasso de tempo comum, e tem um ritmo moderado de 82 batimentos por minuto. De acordo com Theon Weber, do The Village Voice, a canção é "feita de palmas, um banjo amável e uma muiti-faixas da Taylor".. Bill Lamb do about.com expressou que "Mean é uma das canções country mais abertamente de todas as gravações já feitas por Taylor Swift, com um banjo claro e liderando o caminho"., e Matt Bjorke comentou que a canção é "a mais country da Taylor Swift, além de ser como uma 'casa baixa' extremamente, quase como um som bluegrass".. A canção foi escrita numa chave de Mi maior e as vocais de Swift em uma extensão de duas oitavas do G ♯ 3 a C ♯ 5. Jon Caramaniaca do The New York Times observou a música para o seu "Som Rootsy", onde Swift canta.. O coro tem sequencia de C # m / G # "mais de uma faixa bluegrass com influências acústicas diferente de tudo que ela ainda tinha gravado".
Liricamente, a canção fala de Swift abordando seus críticos em particular, que continuam questionando sua capacidade de cantar. Jill Serjeant da Billboard, escreveu que a canção parecia mirar nos críticos à atuação de Swift na edição de 2010 dos Prêmios Grammy, e em outros shows ao vivo na Fearless Tour.. Ann Powers do Los Angeles Time também concordou que "Mean" era uma resposta aos críticos, principalmente nos trechos da música em que Swift diz: "Algum dia eu vou estar vivendo em uma cidade grande e velha", "E eu posso vê-lo daqui a alguns anos em um bar,
Falando sobre um jogo de futebol.". Além de a canção refletir o problema do bullying, que é algo bem referente segundo Matt Bjorke da Roughstock, comentou: "É uma canção que realmente possa passar resposta para muitas pessoas, inclusive para aquelas que cometem bullying. É uma canção que realmente poderia fazer parte das campanhas anti-bullying nas escolas de todos os lugares". Já Bill Cordero do about.com disse que "a música pode facilmente servir como resposta para as pessoas que comentem o bullying".
Já a parte da música que diz: "Você com seus lados de comutação/E sua caminhada por mentiras e sua humilhação/Você, apontou os meus defeitos mais uma vez,/Como se eu já não os visse" ficou na quinta posição das dez melhores partes do Speak Now, segundo Leah Greenblatt do Entertainment Weekly.

## Lançamento
Em uma entrevista a E! News antes do lançamento do álbum Speak Now, Swift disse que Mean é uma resposta para as pessoas que a criticam constantemente o que ela faz. Swift também disse que a música ia percorrer pessoas de todas as idades e em diferentes situações. Ela continuou: "Isso [bullying] acontece, não importa o que você faz, não importa quantos anos você tem, não importa qual é o seu trabalho, haverá sempre alguém que te dirá algo. E lidar com isso é tudo o que você pode controlar, como você lida com isso. Esta canção é sobre como eu lido com isso". Em 2010, durante a programação especial de Ação de Graças da emissora NBC, Swift disse que a música era sobre um sentimento pequeno, e completou: "Há certas coisas que me fazem sentir melhor. Uma delas, é escrever canções, e a outra é ter pessoas ao meu redor que eu realmente amo. Algumas delas são a minha banda".
A canção foi lançada nos Estados Unidos como terceiro single oficial do álbum Speak Now em 14 de março de 2011.. "Mean" foi cantada pela primeira vez na 46th Annual Academy of Country Music Awards em 3 de abril de 2011. Em 30 de maio, Swift cantou a canção no The Ellen DeGeneres Show.

### Grammy
A canção ganhou as duas indicações que concorria na 54° edição do Grammy Awards, o de "Melhor Música Country" e "Melhor Performance Country Solo". Taylor também cantou "Mean" na premiação, com um visual rural.

## Videoclipe

### Tema
O vídeo da música foi dirigido por Declan Whitebloom e foi filmado durante dois dias em Los Angeles com o Orpheum Theatre servindo como plano de fundo. O conceito do vídeo foi desenvolvido por Swift e Whitebloom, que elogiou o compromisso de Taylor e o envolvimento com a produção do vídeo. Em entrevista à MTV News, Whitebloom disse que "Mean" é muito pessoal para Taylor Swift, pois liricamente se trata de um crítico que foi um pouco duro demais com ela. No entanto, ele acrescentou que as pessoas podem se relacionar com sua imagem dizendo: "Todos nós temos histórias parecidas em nossa vida que atingiu semelhantes estímulos emocionais, e para abrir-lo e torná-lo mais amplo sobre os lotes de pessoas e situações, torna tudo mais acessível". Whitebloom descreveu o vídeo como vinhetas que apresentam cenas de várias situações e muito semelhante ao filme O Brother, Where Art Thou?. Ele também afirmou que o vídeo foi inspirado no desempenho de Swift no 46th Annual Academy of Country Music Awards..
A atriz mirim Joey King é destaque no vídeo. Antes do lançamento do vídeo, Jocelyn Vena da MTV "previu" que o vídeo de Mean seria uma "vídeo performance, em que [Swift] e sua banda iam se divertir às custas de alguém". O vídeo foi lançado na Country Music Television em 6 de maio de 2011 às 22:00 (03:00 UTC).

### Sinopse

Swift é amarrada ao trilho de um trem.

O videoclipe começa em um cenário de velho oeste, onde aparece a Taylor tocando com a sua banda. A letra da música, é uma resposta para as pessoas que fazem outras se sentirem mal. No vídeo, é retratado o bullying, com três personagens.
O primeiro desses personagens é um menino com uma revista de moda em um vestiário masculino, que passa a sofrer bullying praticado pelos jogadores do time de sua escola. O maior sonho dele é ser um estilista de moda. A segunda personagem é motivo de piada, principalmente pela fantasia que usa em seu emprego - seu sonho é ter dinheiro suficiente para entrar em uma faculdade. E a terceira é a atriz mirim Joey King, do filme Ramona e Beezus, no vídeo as outras meninas não deixam ela sentar na mesa, pois usa um laço diferente no vestido.
Pela letra do clipe, podemos ver que a canção é um "meio de resposta" às pessoas que fazem outras sofrerem. Principalmente ao decorrer do clipe, onde o primeiro garoto se torna um estilista famoso, a segunda consegue o dinheiro necessário para entrar em uma faculdade, já a garota não aparece seu futuro, porém ela fica encantada vendo a Taylor e sua banda cantar na Broadway e fica fascinada. Em outra parte do clipe, Taylor segue fielmente a capa do single, e aparece ela nos trilhos de um trem amarrada. E pode ser vista essa cena várias vezes no decorrer do clipe, porém no fim ela consegue se soltar.

### Repercussão
Story Gilmore, do site americano Neon Limelight, disse que o clipe era "adorável", e Amanda Lynne da Gather.com disse que não estava decepcionada com o vídeo e que estava do lado de Swift. O The Huffington Post chamou o vídeo de "tão eficaz que coloca Swift ao lado de vira-latas e sonhadores". O Daily Mail elogiou o tema do vídeo, a auto-capacitação do clipe, escrevendo que, no vídeo, Swif "mostra como os jovens precisam se levantar em situações como essa na escola e se tornar bem sucedido mais tarde na vida". A mesma opinião foi dada por Jocelyn Vena da MTV que escreveu que o vídeo "é a mais recente entrada em uma avalanche de clipes de capacitação, o que temos visto em Firework da Katy Perry e Raise Your Glass da P!nk". Ashley Iasimone do Tasty of Country elogiou Swift no vídeo e a direção de arte do vídeo. Jefferson Souza, em postagem no site da revista brasileira Capricho, elogiou o vídeo, principalmente pela autencidade da banda da Taylor e por contar histórias de outras pessoas.
Numa perspectiva diferente, Kyle Anderson do Entertainment Weekly disse que a mensagem do videoclipe era confusa, escrevendo: "Ela está se igualando a um crítico profissional questionando sua habilidade para cantar". Donna Kaufman do iVillage também sentiu mensagens misturadas no vídeo, afirmando que "o vídeo não mostra Swift sendo intimidada (...) Em vez disso, ela é uma espécie de salvadora das crianças a fora, que estão todos os estereótipos rasos". Kyle Buchanan do The New York Times descreveu o vídeo como "o mais clichê, didático, auto-impressionado e cuidadosamente desrevalador" vídeo de Swift. Drew Grant do salom.com sentiu que o vídeo tentou disseminar a mensagem de antiassédio moral de uma pessoa que nunca foi intimidado equiparando com um uma visão de conto de fadas malvado. Sophie Schillaci do Zap2it notou que a falha do vídeo foi o pressuposto de que "as pessoas que cometem bullying vão apodrecer em sua cidade natal - Mas na vida real, há pessoas malvadas que são bem sucedidas". O videoclipe da canção foi indicado ao VMA 2011 na categoria de "Videoclipes com mensagens".

## Lista de faixas
"Mean" foi disponibilizado como download digital contendo simplesmente a canção como faixa.
| Mean           |                |                |                              |         |  |
| N.º            | Título         | Compositor(es) | Produtor(es)                 | Duração |  |
| 1.             | "Mean"         | Taylor Swift   | Nathan Chapman, Taylor Swift | 3:59    |  |
| Duração total: | Duração total: | Duração total: | Duração total:               | 3:59    |  |

## Desempenho comercial
"Mean" foi lançada como um single promocional de Speak Now em 19 de outubro de 2010, como parte da "Countdown to Speak Now", uma campanha exclusiva da iTunes Store. No seu lançamento como single promocional, estreou na segunda posição da parada Hot Digital Songs, com aproximadamente 163 mil downloads, o que levou à sua aparição na Billboard Hot 100 em 30 de outubro, onde ficou na décima primeira posição. Na semana seguinte, a canção caiu de posição.. Em 6 de novembro de 2010, entrou na parada Hot Country Songs, estreando na quinquagésima quinta posição..
Em seu lançamento como single oficial, "Mean" voltou à Billboard Hot 100], na nonagésima posição.. Também voltou à Hot Country Songs após, ficando na décima sétima posição.. Na semana de 14 de maio de 2011, "Mean" saltou da décima segunda posição para a nona na Hot Country Songs, tornando-se na décima terceira canção consecutiva de Swift a figurar entre as dez primeiras da parada, fazendo dela uma das duas mulheres - a outra sendo Carrie Underwood - a ter treze canções consecutivas dentre as dez primeiras da parada. Posteriormente, a canção chegaria à segunda posição da parada.
Antes do lançamento oficial como single, as vendas digitais tiveram bons índices nas paradas internacionais. No Canadá, entrou no Hot 100 canadense e chegou ao número dez. "Mean" também teve uma aparição na parada de singles da Austrália, no número quarenta e cinco na semana de 7 de novembro de 2010. Em 17 de maio, recebeu o certificado de disco de ouro pela RIAA por vender mais de 500 mil cópias..
| País - Parada musical (2010)                   | Melhor posição |
| ---------------------------------------------- | -------------- |
| Austrália - ARIA Charts                        | 45             |
| Canadá - Canadian Hot 100                      | 10             |
| Estados Unidos - Billboard Hot 100             | 11             |
| Estados Unidos - Hot Country Songs (Billboard) | 2              |

| País — Certificador (Vendas)    | Certificação |
| ------------------------------- | ------------ |
| Austrália — ARIA (35 mil)       | Ouro         |
| Estados Unidos — RIAA (500 mil) | Ouro         |

## Histórico de lançamento
| País           | Data                  | Formato          | Gravadora           |
| -------------- | --------------------- | ---------------- | ------------------- |
| Canadá         | 19 de outubro de 2011 | Download digital | Big Machine Records |
| Estados Unidos | 19 de outubro de 2011 | Download digital | Big Machine Records |